# جان والسینر
جان والسینر (انگلیسی: Jaan Valsiner؛ زادهٔ ۱ ژانویهٔ ۱۹۵۱) دانشمند در زمینه اهل ایالات متحده آمریکا و از دریافت‌کنندگان نشان ستاره سفید، کلاس ۴ است.